# Karel Jindřich z Lobkovic
Karel Jindřich princ z Lobkowicz (francouzsky Charles-Henri de Lobkowicz, * 17. května 1964, Paříž) je francouzský šlechtic, potomek českého šlechtického rodu Lobkoviců (dolnobeřkovická linie) a panovnické dynastie parmských Bourbonů.

## Životopis
Narodil se 17. května 1964 v Paříži jako třetí ze čtyř dětí od prince Eduarda z Lobkowicz (1926–2010) a bourbonsko-parmské princezny Marie Františky (* 1928).
Část svého mládí žil s rodinou na Avenue Marceau v 8. pařížském obvodu.
Vystudoval internátní školy v Německu, Anglii, Švýcarsku a Francii a často navštěvoval Libanon, kde jeho rodiče trávili větší část roku. Poté vystudoval Dukeovu univerzitu ve Spojených státech.

## Činnost

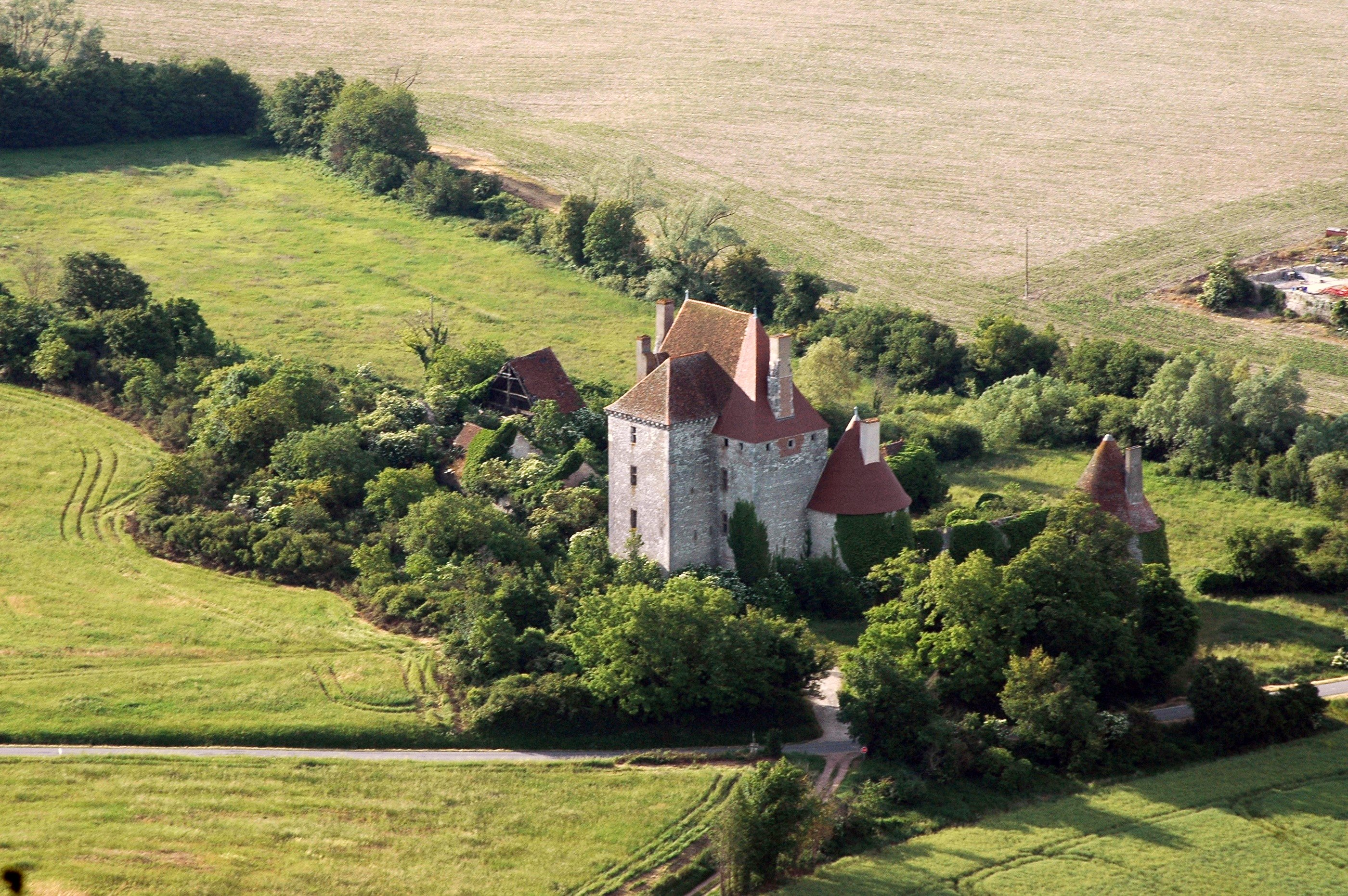
Zámek Fourchaud

Karel Jindřich je vlastníkem čtyř zámků nacházejících se ve francouzské oblasti Bourbonnais, které se snaží renovovat za pomocí místních obyvatel. Jsou to zámky:
- zámek Fourchaud
- zámek Vieux-Bost [6]
- zámek Nouveau-Bostz
- zámek Rochefort [7]

## Tituly a vyznamenání
Karel Jindřich z Lobkowicz má následující titul:
- Jeho nejjasnější výsost Karel Jindřich princ z Lobkowicz (Son Altesse sérénissime le prince Charles-Henri de Lobkowicz)

Karel Jindřich má ještě další tituly spojené s rodem Lobkoiců, jeho hlavním titulem však zůstává princ z Lobkovic.